# 범방
범방(范滂, 137년 ~ 169년)은 중국 후한 후기의 관료로, 자는 맹박(孟博)이며 여남군 정강현(征羌縣) 사람이다. 팔고(八顧) 중 한사람.
그는 후한 환제 시절에 청조사(淸詔使)를 지냈다.
168년에 영제가 즉위하고 얼마 안가 당고의 금이 일어나자 169년에 그는 그가 잡힐 것을 깨닫고 스스로 감옥에 들어갔다. 그 이후 범방은 주살되었으며 그때, 그의 나이 33세였다.
| 후한팔고 | 곽태 · 종자 · 파숙 · 하복 · 범방 · 윤훈 · 채연 · 양척 |